# Krzysztof Tomanek
Krzysztof Tomanek (ur. 4 września 1968 w Podleszanach) – polski piłkarz, występujący na pozycji obrońcy.

## Życiorys
Wychowanek Stali Mielec. Do pierwszej drużyny został włączony w 1988 roku. W I lidze zadebiutował 29 lipca 1989 roku w zremisowanym 1:1 spotkaniu z Legią Warszawa. W sezonie 1995/1996 spadł wraz z klubem do II ligi, rozgrywając łącznie 148 meczów na poziomie pierwszoligowym. Na początku 1998 roku przeszedł do Wisłoki Dębica. W styczniu 2000 roku zasilił skład Siarki Tarnobrzeg. Na początku 2003 roku został zawodnikiem Sokoła Nisko. Karierę kończył w Ikarusie Tuszów Narodowy, występującym w klasie okręgowej. Na początku 2005 roku opuścił klub z powodu kontuzji.

## Statystyki ligowe
| Sezon         | Klub              | Liga     | Mecze | Gole |
| ------------- | ----------------- | -------- | ----- | ---- |
| 1988/1989     | Stal Mielec       | I liga   | 0     | 0    |
| 1989/1990     | Stal Mielec       | I liga   | 20    | 0    |
| 1990/1991     | Stal Mielec       | I liga   | 16    | 0    |
| 1991/1992     | Stal Mielec       | I liga   | 25    | 1    |
| 1992/1993     | Stal Mielec       | I liga   | 20    | 1    |
| 1993/1994     | Stal Mielec       | I liga   | 20    | 1    |
| 1994/1995     | Stal Mielec       | I liga   | 26    | 1    |
| 1995/1996     | Stal Mielec       | I liga   | 21    | 0    |
| 1996/1997     | Stal Mielec       | II liga  | 25    | 1    |
| 1997/1998 (w) | Wisłoka Dębica    | III liga | ?     | ?    |
| 1998/1999     | Wisłoka Dębica    | III liga | ?     | ?    |
| 1999/2000 (j) | Wisłoka Dębica    | III liga | ?     | ?    |
| 1999/2000 (w) | Siarka Tarnobrzeg | II liga  | 23    | 4    |
| 2000/2001     | Siarka Tarnobrzeg | III liga | ?     | ?    |
| 2000/2001     | Siarka Tarnobrzeg | III liga | ?     | ?    |
| 2001/2002     | Siarka Tarnobrzeg | III liga | ?     | ?    |
| 2002/2003 (j) | Siarka Tarnobrzeg | III liga | 6     | 0    |
| 2002/2003 (w) | Sokół Nisko       | IV liga  | ?     | 2    |